# Петрушевський Віктор Петрович
Ві́ктор Петро́вич Петруше́вський — український громадсько-культурний діяч, засновник — разом з Василем Королівом-Старим та Максимом Синицьким — видавництва «Час».

## Короткий життєпис
До 1917 року працював ветеринарним лікарем в Макарові.
В спогадах В. Короліва-Старого зазначено, що на підтримку повстання Петлюри проти Скоропадського, Петрушевський виклав всю касу товариства, «навіть не спитавшись згоди товариської дирекції».
Заарештований більшовиками. 18 червня 1919 року у Києві «в порядку червоного терору» був розстріляний.
В одній з камер ВУЧК на Катерининській вулиці згодом був знайдений запис над нарами про його розстріл.
Микола Зеров з цього сумного приводу написав некролог.
Його брати — Леонід Дмитрович Петрушевський (1878–1969), краєзнавець, священик, Борис (1885–1937) — мировий суддя, перекладач.